# Lochem
Lochem – gmina w prowincji Geldria w Holandii. W 2014 roku populacja wyniosła 33 268 mieszkańców. Siedziba gminy znajduje się w mieście o tej samej nazwie.
Przez gminę przechodzą drogi prowincjonalne N312, N332 oraz N346.

## Miejscowości
Lista miejscowości i ich liczba ludności na rok 2010
| Nazwa           | Liczba mieszkańców |
| --------------- | ------------------ |
| Almen           | 1.216              |
| Barchem         | 1.807              |
| Eefde           | 4.286              |
| Epse            | 1.912              |
| Exel            | 162                |
| Gorssel         | 3.843              |
| Harfsen         | 1.688              |
| Joppe           | 402                |
| Kring van Dorth | 286                |
| Laren           | 4.051              |
| Lochem          | 13.781             |
| Zwiep           | 66                 |

oraz przysiółki: Ampsen, Armhoede, Groot Dochteren, Klein Dochteren, Nettelhorst, Oolde, Quatre Bras, De Schoolt.